# Cyathea squarrosa
Cyathea squarrosa är en ormbunkeart som först beskrevs av Eduard Rosenstock, och fick sitt nu gällande namn av Karel Domin. Cyathea squarrosa ingår i släktet Cyathea och familjen Cyatheaceae. Inga underarter finns listade.